# 비틀즈의 데카 오디션
1962년 1월 1일, 국제적 스타덤에 오르기 전의 비틀즈는 북런던 웨스트헴스테드에 위치한 데카 스튜디오에 들러 데카 레코드와 음반 계약을 맺기 위해 오디션을 보았다. 데카는 비틀즈를 탈락시키고 대신 브라이언 폴 앤 더 트레멜로스를 선택했고, 이는 음악 산업 역사상 가장 큰 실수로 평가되고 있다. 오디션의 음원은 일부가 부틀렉으로만 돌아다니다 비틀즈의 1995년도 컴필레이션 음반 《Anthology 1》에 담겨 함께 출시되었다.

## 오디션

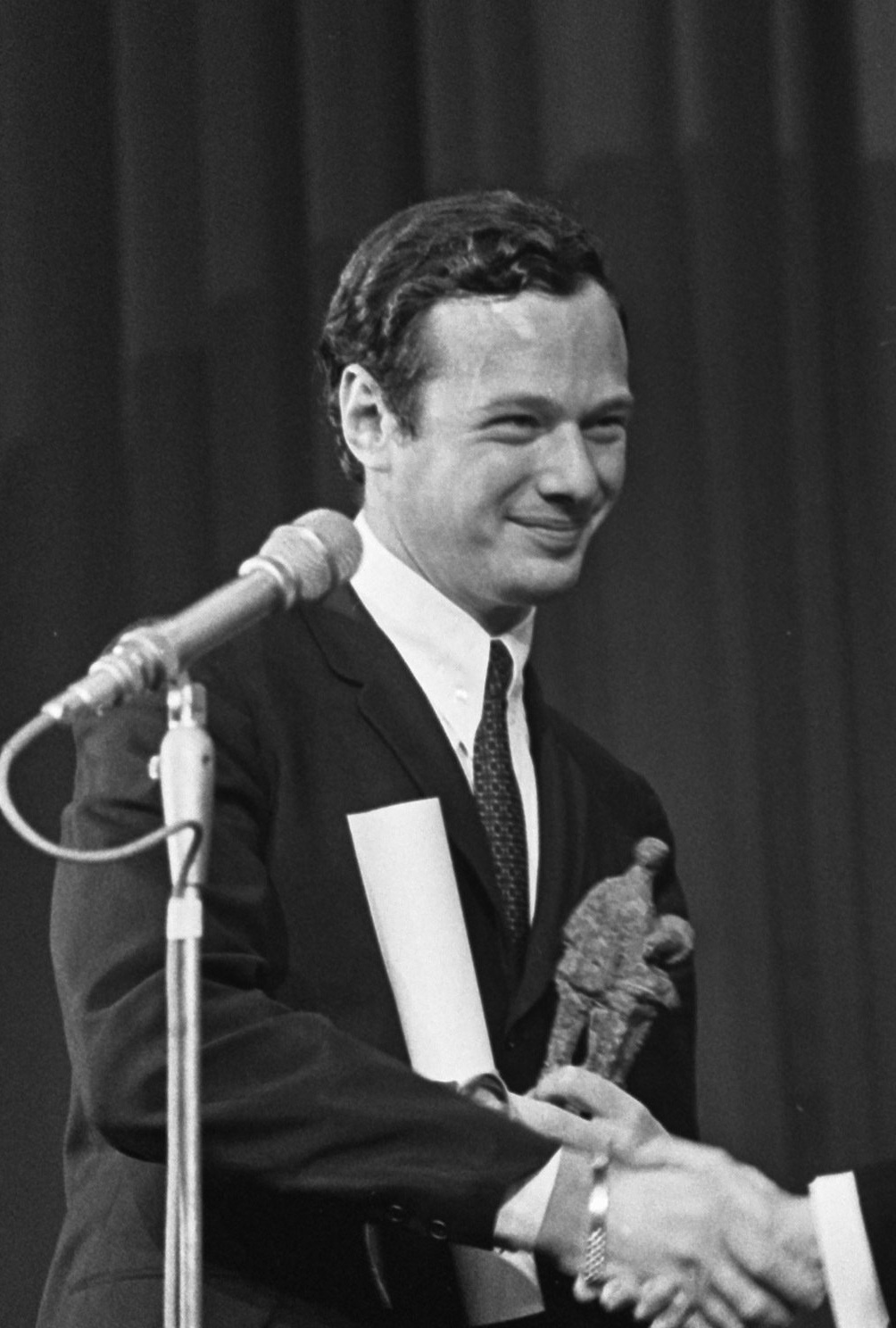
데카 오디션을 주선한 매니저 브라이언 엡스타인

매니저 브라이언 엡스타인은 런던 곳곳을 순방하며 컬럼비아, HMV, 파이, 필립스, 오리올 등 여러 음반사와 음반 계약을 맺기 위해 노력했지만 번번이 거절당하기 일쑤였다.
비틀즈의 존 레논, 폴 매카트니, 조지 해리슨, 피트 베스트는 1961년의 마지막 날을 런던으로 가는 길 위에서 보냈다. 이들은 오랜 로드 매니저 닐 애스피널이 운전하는 밴을 타고 영국에서 두 번째로 큰 메이저 음반사 데카가 새로 꾸민 제작팀 앞에서 오디션을 보러 가는 길이었다. 리버풀에서 따로 기차를 타고 오고 있던 매니저 브라이언 엡스타인은 이미 음반기획팀장 딕 로, 프로듀서 마이크 스미스를 비롯한 데카의 경영진과 여러번 만났다. 그 결과 비틀즈는 북런던 헴스테드 지역 브로드허스트 가든에 위치한 데카 스튜디오에서 테스트 녹음을 할 기회를 얻게 됐다.
비틀즈는 러셀 스퀘어의 로열 호텔에서 하룻밤을 지낸 뒤 새해 첫날 오전 11시 오디션을 보러 들어가 초조함에 떨며 15곡을 불렀다. 주로 자신들의 라이브 공연에서 불렀던 이 노래들에서는 레논과 매카트니의 작품과 미국의 고전들이 있었다. 오디션은 오후 2시에 끝났고 엡스타인과 식사를 한 뒤 비틀즈와 애스피널은 리버풀로 돌아갔다. 스미스는 엡스타인을 격려하며 딕 로의 최종 결정을 기다려달라고 말했다. 당시의 상황이 잘 기록되어 있는데 결국 딕 로와 마이크 스미스, 데카는 또 다른 밴드 브라이언 풀 앤 더 트레멜로스를 택했다. 엡스타인은 딕 로가 이렇게 말했다고 주장했다. "우리는 당신네 밴드의 음악이 마음에 들지 않아요. 그룹은 한물 갔습니다. 특히 기타가 있는 4인조 밴드는 그냥 끝이에요."

## 오디션 테이프의 판매
엡스타인은 수확 없이 데카를 나섰지만 데카의 허락으로 오디션 테이프 복사본을 얻을 수 있었다. 비틀즈와 계약할 음반사를 찾는 일에만 쓴다는 조건이었다. 하지만 데카에서 절대 이 버전을 공식적으로 푼 적이 없었는데도 1970년대와 1980년대 오디션에서 부른 곡들의 해적판이 시장에 유출되기 시작했다. 2012년, 1962년 1월 1일에 있었던 오디션의 마스터 테이프 복사본이 경매 시장에 나왔다. 30센치미터짜리 오디오 테이프에 열 곡이 들어 있는 이 데모 테이프는 엡스타인이 갖고 있다가 EMI의 한 임원에게 건넨 것으로 보인다. 그는 2002년 이 테이프를 음악 기념품 수집가에게 팔았다. 이 테이프는 2012년 12월 런던에서 열린 경매에서 한 일본 수집가에게 3만 5,000파운드에 낙찰됐다.

## 세트 리스트
1. 〈Like Dreamers Do〉 (존 레논/폴 매카트니)
2. 〈Money (That's What I Want)〉 (고디/브래드포드) (미발표 버전)
3. 〈Till There Was You〉 (메레디스 윌슨) (미발표 버전)
4. 〈The Sheik of Araby〉 (스미스/윌러/스나이더)
5. 〈To Know Her Is to Love Her〉 (필 스펙터) (미발표 버전)
6. 〈Take Good Care of My Baby〉 (킹/고핀) (미발표)
7. 〈Memphis, Tennessee〉 (척 베리) (미발표 버전)
8. 〈Sure to Fall (In Love with You)〉 (캔트렐/클론치/퍼킨스) (미발표 버전)
9. 〈Hello Little Girl〉 (레논/매카트니)
10. 〈Three Cool Cats〉 (Leiber/Stoller)
11. 〈Crying, Waiting, Hoping〉 (버디 홀리) (미발표 버전)
12. 〈Love of the Loved〉 (레논/매카트니) (미발표)
13. 〈September in the Rain〉 (워렌/두빈) (미발표)
14. 〈Bésame Mucho〉 (콘수엘로 벨라스케스) (미발표 버전)
15. 〈Searchin'〉 (리버/스톨러)

## 참고 문헌
- 브라이언, 사우널 (2014). 《The Beatles in 100 Objects》 [비틀즈 100]. 아트북스. ISBN 978-89-6196-172-1. 2017년 4월 25일에 확인함.